# 45 giri

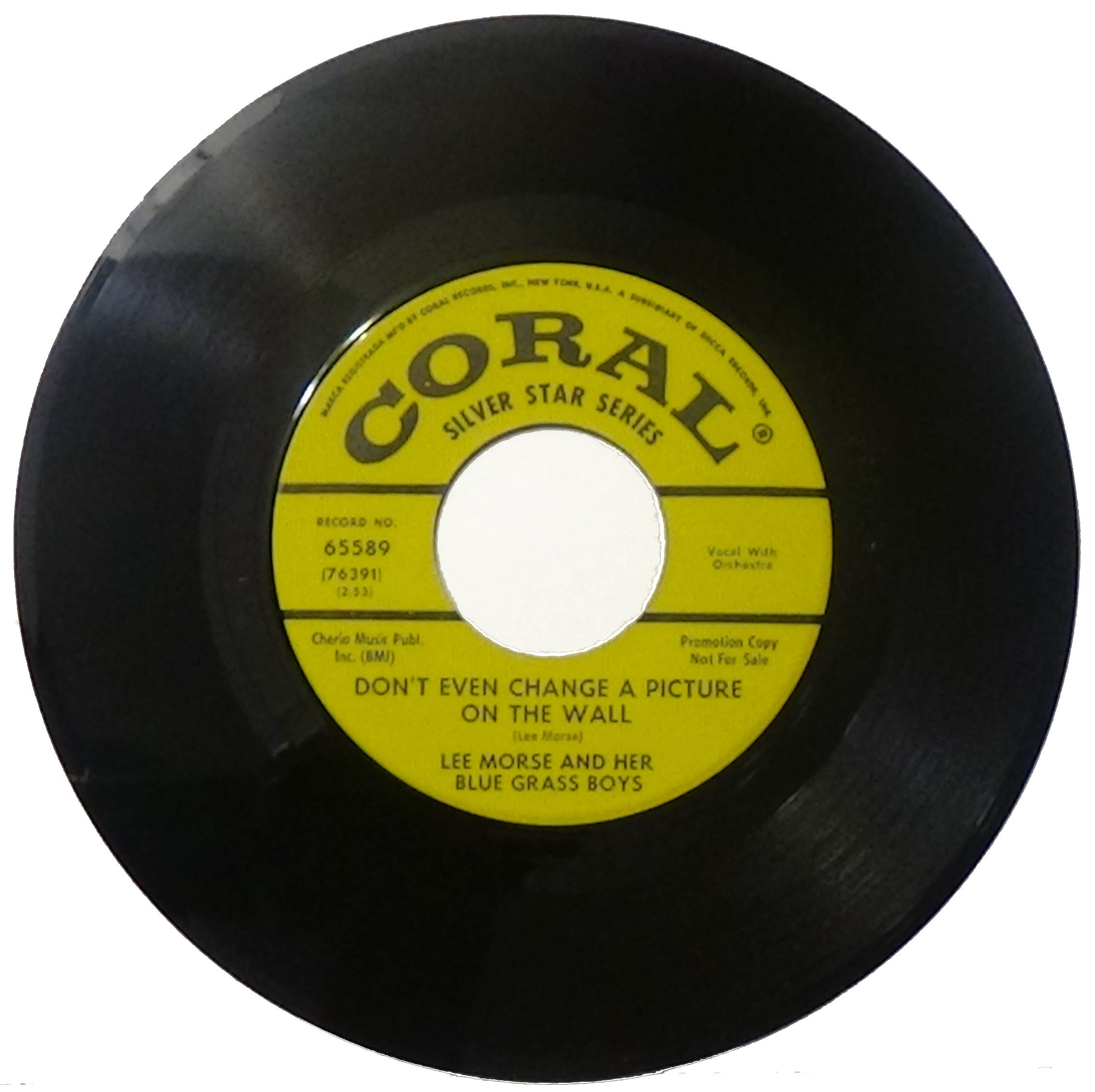
Un 45 giri della casa discografica Coral Records

Il 45 giri o 7″ è una tipologia di disco in vinile per la memorizzazione e la riproduzione analogica di segnali sonori che viene registrato e riprodotto ad una velocità di rotazione di 45 giri al minuto. Viene impiegata per la distribuzione dei singoli discografici e degli extended play (o EP) contenenti, i primi, un brano musicale per lato mentre, i secondi, un numero maggiore di brani.

## Caratteristiche
45 giri è la frequenza di rotazione, misurata in giri al minuto, di alcuni dischi in vinile, in genere di quelli con dimensione 17,5 cm (7 pollici) o 12 pollici; il primo formato viene indicato per antonomasia come "45 giri" e veniva usato per la diffusione di singoli discografici fino all'avvento dei CD Audio e, più tardi, del download digitale.
Esistono anche dischi da 7″ a 33 giri di rotazione al minuto, utilizzati per lo più per documenti sonori o per EP.
Stampati generalmente da entrambi i lati, i 45 giri possono contenere due brani di pochi minuti. In genere si incideva il brano più significativo, destinato al lancio radiofonico o televisivo, sulla facciata denominata "lato A", mentre il lato B era spesso un semplice riempitivo, anche se è accaduto più volte che il brano sul lato B riscuotesse un successo maggiore rispetto a quello sul lato A, come ad esempio accadde per il brano Piccola Katy dei Pooh inciso sul lato B del singolo In silenzio/Piccola Katy del 1968; i Beatles pubblicarono singoli con due "lato A", volendo indicare che entrambi i brani erano di pari qualità, ad esempio il disco che conteneva i brani Strawberry Fields Forever e Penny Lane del 1967.
Per ascoltare i 45 giri usando un giradischi che può riprodurre anche gli LP a 33 giri è necessario utilizzare un adattatore del perno, in quanto essi hanno solitamente un foro molto più grande (mentre i 33 giri hanno il foro grande come il perno).

## Storia

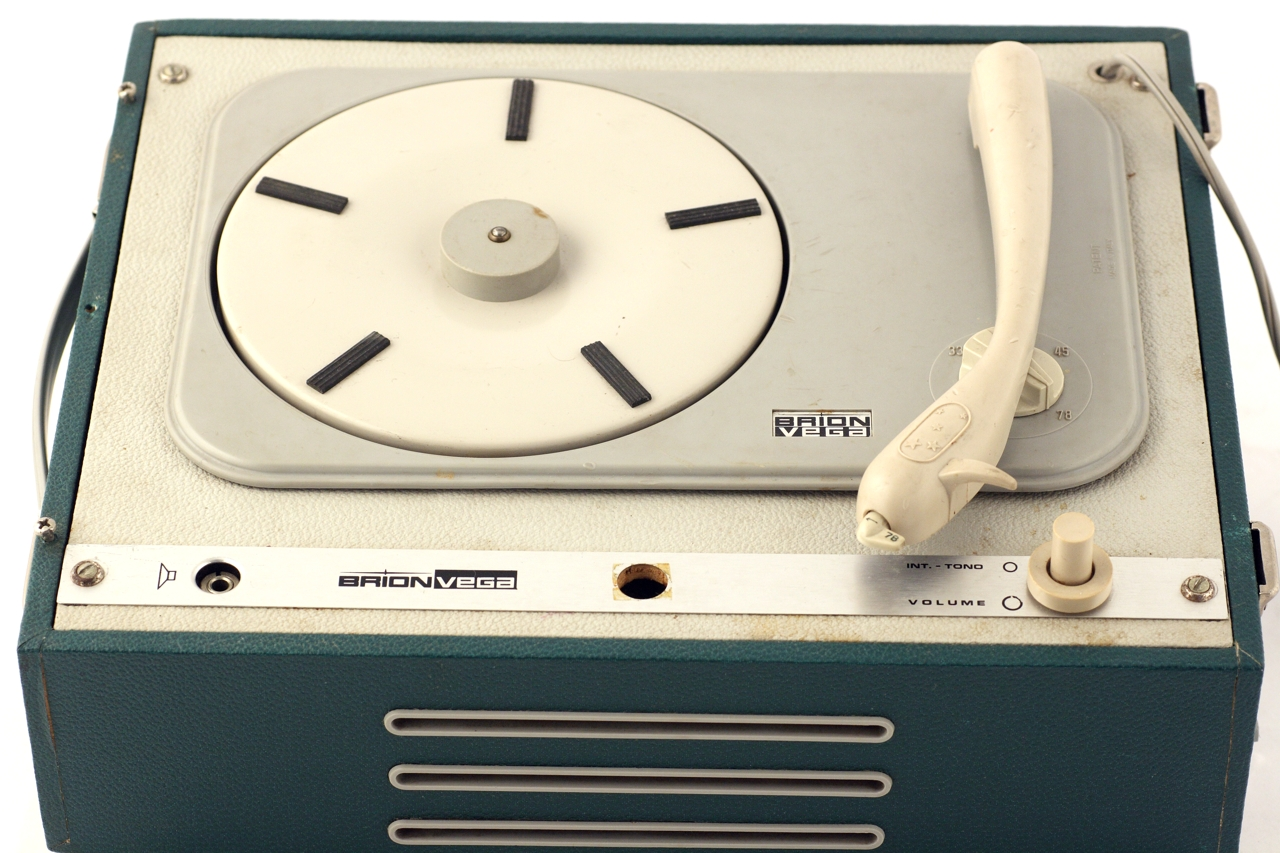
Una cosiddetta fonovaligia, un giradischi portatile per ascoltare dischi in vinile a varie velocità di rotazione, molto popolare tra gli anni 60 e gli anni 70.

Nel 1948 il policarbonato di vinile, materiale leggero e infrangibile, soppianta la vecchia gommalacca, importata dai mercati asiatici e che dopo la seconda guerra mondiale stava diventando irreperibile. Il formato 45 giri si diffonde anche grazie ai nuovi modelli di juke box.
In Italia il formato 45 giri si afferma negli anni cinquanta, superando per vendite il 78 giri tra il 1957 e il 1958 e raggiungendo il massimo della diffusione fra il 1964 e il 1970.
Verso la fine degli anni settanta, quando i singoli distribuiti sui 45 giri perdono quote di mercato a favore degli album completi, registrati sugli LP a 33 giri o sulle audiocassette, i 45 giri smettono di essere il principale supporto per la musica registrata e la facciata B perde parte della sua importanza, arrivando, a volte, a presentare solo la base musicale o una versione strumentale del brano presente sulla facciata principale.
Il 18 agosto 1990, in seguito a un accordo tra tutte le multinazionali del disco, viene cessata la grande produzione del supporto (fino al 1991); i dischi a 33 giri vennero prodotti ancora fino al 1993, quando anch'essi cedettero definitivamente il posto a musicassette e CD.
Dopo l'avvento dei supporti digitali, i brani singoli iniziarono ad essere messi in vendita su mini-CD o CD singoli (commercializzati dai primi anni novanta fino al 2008).

## Le edizioni per jukebox
Caso unico nel mondo, in Italia i singoli vinilici su 7″ venivano distribuiti anche nelle edizioni per jukebox, di cui era vietata la vendita al pubblico e che era riservata unicamente ai gestori di locali pubblici che avevano installato uno di questi apparecchi nel proprio esercizio.
L'idea venne a due commilitoni durante il servizio di leva, uno dei quali figlio di un manager della RCA. Fu infatti questa etichetta discografica la prima a mettere in vendita questo formato di singoli, per venire seguita a ruota da tutte le altre case discografiche.
Le edizioni per juke box avevano la caratteristica di costare meno rispetto alle edizioni normali, di essere vendute spesso in anticipo rispetto all'edizione destinata al pubblico e di contenere talvolta, così da abbattere i costi della SIAE, differenti artisti, se non anche differenti etichette discografiche legate dalla comune distribuzione, su ogni lato. Sul retro della copertina era talvolta presente anche la targhetta da ritagliare e inserire nel juke box.
I dischi vennero inizialmente distribuiti con una stampigliatura che ne indicava la diversa destinazione, ma era frequente che i commercianti falsificassero l'edizione per poter venderla al pubblico guadagnandone il doppio. A questo scopo negli anni si adottarono diverse soluzioni, fino ad utilizzare una diversa etichetta (gialla per la RCA, solitamente bianca per le altre case discografiche) con la chiara dicitura "juke box". Il disco veniva inoltre confezionato in una copertina bucata al centro, dapprima riutilizzando le copertine dei resi, in seguito delle generiche copertine con il marchio della casa discografica o neutre.
Per qualche anno (tra il 1965 e il 1969) la RCA diede pure un'impronta sonora ai vinili per il juke-box, evidentemente con l'intento di garantire l'integrità dell'ascolto di ogni singola facciata: i brani venivano preceduti e seguiti dalla voce di uno speaker (un'annunciatrice o un annunciatore) che li presentava.